# Psammocora contigua
Psammocora contigua is een rifkoralensoort uit de familie van de Psammocoridae. De wetenschappelijke naam van de soort is voor het eerst geldig gepubliceerd in 1794 door Esper.